# Heliconia pendula
Heliconia pendula là một loài thực vật có hoa trong họ Heliconiaceae. Loài này được Wawra mô tả khoa học đầu tiên năm 1963.